# A levegő szelleme (X-akták)
A levegő szelleme az X-akták című amerikai sci-fi sorozat negyedik évadának harmadik epizódja, melyet Howard Gordon és írt.

## Cselekmény
Négy afro-amerikai férfi tűnt el nyomtalanul Philadelphia utcáiról. Az FBI és a rendőrség közös akciócsoportja semmiféle nyomot sem talált ezidáig, ám most rábukkantak a legutóbbi áldozat holttestére. Meglepetésre semmiféle erőszakos cselekmény nyoma nem látszik a testen, ami a halált okozhatta volna. Az áldozat bőre viszont teljesen elvesztette pigmentációját, vagyis a néger férfi szinte kifehéredett. Skinner behívatja Scullyt a központba, mivel a Járványügyi Központ az ő segítségét kéri a titokzatos orvosi jelenség kivizsgálásához.
Mulder feltételezi, hogy többről van itt szó, mint egyszerű orvos-biológiai problémáról. Nyomozása során kideríti, hogy egy hasonló eset történt egy nyugat-afrikai légi járaton. Az áldozat csomagjai között egy mérgező növény példányit találták, amely csak Afrikában honos. Eközben Scully elvégzi a boncolást és a laborvizsgálatokat. Megállapítja, hogy a legutóbbi áldozat testében súlyosan roncsolódott a hipofízis-mirigy. Mialatt az ügynökök dolgoznak, a gyilkos ismét lecsap. Elrabol egy néger diákot, aki a buszmegállóban várakozott a járatra. A nyomok ezúttal elvezetik Mulderékat egy nyugat-afrikai bevándorlóhoz, Samuel Aboah-hoz. Aboah megpróbál megszökni a rendőrök elől, de végül elfogják. Az orvosi vizsgálatok kiderítik, hogy Aboah-nak, egyéb más rendellenessége mellett, nincsen hipofízis-mirigye. Egy magas körökből származó tipp Diabira miniszterhez, Burkina Faso egyik diplomatájához irányítja Muldert. Diabira elismeri, hogy az első gyilkosság alkalmával személyesen ő intézkedett az eset eltussolásáról. Azért tette ezt, mert tudja ki a gyilkos: egy mitológiai lény, Teliko. Teliko egy gonosz levegőszellem, aki elszívja az életenergiát és a színt az áldozataiból. Fox elmagyarázza képtelenül hangzó ötletet Danának: valójában nem Teliko a gyilkos, hanem egy afrikai őslakosokból álló szekta, amely emberekre vadászik és belőlük szerzi be a tagok által olyannyira hiányolt hormonokat, amelyeket a hipofízis-mirigy termel. Aboah hamarosan megszökik a kórházból és újabb áldozatot szed, Fox Muldert. Scullynak sikerül megmentenie társa életét, az utolsó pillanatban érkezik a színhelyre és egy lövéssel ártalmatlanítja az őt is megtámadni kísérlő Aboah-ot. Aboah ellen vádat emelnek gyilkosság és gyilkossági kísérlet miatt, de a hormonkezelésekre nem reagál, ő pedig már nem tud senkiből hormont elszívni, várható, hogy rövidesen meghal, ezért a Teliko rejtélye is sírba száll vele.

## Bennfentes
- Az epizód címe „teliko”, amely görögül annyit tesz vég.
- Aboah születésnapja szeptember 25., ugyanekkor született Gillian Anderson lánya, Piper Maru is.
- Ugyancsak teliko a neve egy afrikai levegőszellemnek, amelyről azt is tartják, hogy albínó.